# 제2자유로
제2자유로 (第二自由路, 지방도 제357호선)는 경기도 고양시 덕양구 덕은동 구룡사거리와 경기도 파주시 탄현면 갈현입구사거리를 잇는 경기도의 지방도이다. 자유로의 상습 정체를 보완하고 운정신도시와의 접근성을 높이기 위해 신설되었다.
도로명 상으로 제2자유로는 서울특별시 시계인 구룡사거리부터 파주시 시계인 탑골 나들목까지이며, 전체 지방도 구간은 그보다 더 북쪽인 파주시 탄현면까지 이어진다.

## 역사
- 2007년 3월 12일 : 지방도 제357호선으로 노선 신설[1]
- 2007년 12월 : 착공[2]
- 2008년 10월 : 경기도 고양시 덕양구 현천동에 거주 중인 주민들의 소송으로 인해 공사가 중단[3]
- 2009년 2월 : 수원지방법원이 경기도 고양시 주민들이 제기한 제2자유로 노선 변경 소송을 기각[4] 이로써 제2자유로의 공사가 재개되었다.
- 2010년 6월 : 진성건설의 부도로 인하여 공사가 다시 중단[5]
- 2010년 7월 31일 : 탑골 나들목 ~ 강매 나들목 구간 부분 개통[6][7]
- 2011년 1월 14일 : 강매 나들목 ~ 구룡 나들목 구간 개통[8][9]
- 2011년 6월 15일 : 현천 나들목 ~ 법곳 나들목(고양시 덕양구 현천동 ~ 일산서구 법곳동) 14.7km 구간을 자동차 전용도로로 지정[10]
- 2011년 7월 13일 : 법곳IC 개통과 전 구간 개통[11]
- 2015년 1월 27일 : 파주신도시 서부우회도로(파주시 탄현면 갈현리) 1.96 km 구간 개통[12]
- 2025년 1월 2일 : 행주나루IC 서울방면 개통

## 노선
- 시설물
  - IC : 나들목(Interchange)
  - IS : 평면 교차로(Intersection)
  - BR : 교량(Bridge)
- (■) : 자동차 전용도로 구간

| 구간            | 종류            | 이름                             | 접속 노선                                        | 소재지          | 소재지          | 소재지          | 비고                                                  |
| 월드컵로와 직결 | 월드컵로와 직결 | 월드컵로와 직결                  | 월드컵로와 직결                                  | 월드컵로와 직결 | 월드컵로와 직결 | 월드컵로와 직결 | 월드컵로와 직결                                       |
| --------------- | --------------- | -------------------------------- | ------------------------------------------------ | --------------- | --------------- | --------------- | ----------------------------------------------------- |
| 제2자유로       | IS              | 구룡사거리                       | 가양대로                                         | 고양시          | 덕양구          | 대덕동          |                                                       |
| 제2자유로       | IS              | (이름 없음)                      | 대덕산로                                         | 고양시          | 덕양구          | 대덕동          |                                                       |
| 제2자유로       | IS              | 대덕동행정복지센터               | 월드컵북로                                       | 고양시          | 덕양구          | 대덕동          |                                                       |
| 제2자유로       | BR              | 대덕교                           |                                                  | 고양시          | 덕양구          | 대덕동          |                                                       |
| 제2자유로       | BR              | 현천교                           |                                                  | 고양시          | 덕양구          | 대덕동          |                                                       |
| 제2자유로       | BR              | 현천2교                          |                                                  | 고양시          | 덕양구          | 대덕동          |                                                       |
| 제2자유로       | IC              | 현천                             | 대덕로                                           | 고양시          | 덕양구          | 대덕동          |                                                       |
| 제2자유로       | BR              | 현천3교                          |                                                  | 고양시          | 덕양구          | 대덕동          |                                                       |
| 제2자유로       | BR              | 창릉천교                         |                                                  | 고양시          | 덕양구          | 행신동          |                                                       |
| 제2자유로       | BR              | 성사천교                         |                                                  | 고양시          | 덕양구          | 행신동          |                                                       |
| 제2자유로       | IC              | 강매                             | 권율대로                                         | 고양시          | 덕양구          | 행신동          |                                                       |
| 제2자유로       | IC              | 행주나루                         | 행주로                                           | 고양시          | 덕양구          | 행주동          | 하행 진출불가                                         |
| 제2자유로       | BR              | 행주교                           |                                                  | 고양시          | 덕양구          | 행주동          |                                                       |
| 제2자유로       | BR              | 행신천교                         |                                                  | 고양시          | 덕양구          | 능곡동          |                                                       |
| 제2자유로       | IC              | 능곡                             | 신평길                                           | 고양시          | 덕양구          | 능곡동          | 호수로와 연결 송산 방면 진입 불가 수색 방면 진출 불가 |
| 제2자유로       | BR              | 대장천교                         |                                                  | 고양시          | 덕양구          | 능곡동          |                                                       |
| 제2자유로       | BR              | 도촌천1교 도촌천2교              |                                                  | 고양시          | 일산동구        | 백석동          |                                                       |
| 제2자유로       | IC              | 신평                             | 장항로 신평길                                    | 고양시          | 일산동구        | 백석동          | 신평IC 지하차도                                       |
| 제2자유로       | BR              | 장항교                           |                                                  | 고양시          | 일산동구        | 장항동          |                                                       |
| 제2자유로       | BR              | 장항대교                         |                                                  | 고양시          | 일산동구        | 장항동          |                                                       |
| 제2자유로       | IC              | 한류월드                         | 한류월드로                                       | 고양시          | 일산동구        | 장항동          | 한류월드IC 지하차도                                   |
| 제2자유로       | BR              | 산염교                           |                                                  | 고양시          | 일산동구        | 장항동          |                                                       |
| 제2자유로       | BR              | 멱절교                           |                                                  | 고양시          | 일산서구        | 송포동          |                                                       |
| 제2자유로       | BR              | 멱절3교                          |                                                  | 고양시          | 일산서구        | 송포동          |                                                       |
| 제2자유로       | IC              | 법곳                             | 국가지원지방도 제98호선 (고양대로) 대화로 법곳길 | 고양시          | 일산서구        | 송포동          | 법곳지하차도                                          |
| 제2자유로       | BR              | 풍요교                           |                                                  | 고양시          | 일산서구        | 송포동          |                                                       |
| 제2자유로       | BR              | 장월평천2교                      |                                                  | 고양시          | 일산서구        | 송포동          |                                                       |
| 제2자유로       | IC              | 장산가좌                         | 지방도 제356호선 (송산로)                        | 고양시          | 일산서구        | 가좌동          | 송산 방면 진출 불가 가좌 방면 진입 불가               |
| 제2자유로       | IC              | 송산                             | 덕산로                                           | 고양시          | 일산서구        | 가좌동          | 송산 방면 진입 불가 가좌 방면 진출 불가               |
| 제2자유로       | IC              | 탑골                             | 지방도 제358호선 (동서대로)                      | 고양시          | 일산서구        | 가좌동          | 지방도 제358호선과 중복                               |
| 동서대로        | IC              | 탑골                             | 지방도 제358호선 (동서대로)                      | 파주시          | 운정동          | 운정동          | 지방도 제358호선과 중복                               |
| 동서대로        | BR              | 동패1교                          |                                                  | 파주시          | 운정동          | 운정동          | 지방도 제358호선과 중복                               |
| 동서대로        | IC              | 삽다리                           | 청석로                                           | 파주시          | 운정동          | 운정동          | 지방도 제358호선과 중복                               |
| 동서대로        | IC              | 동패                             | 지방도 제358호선 (동서대로)                      | 파주시          | 운정동          | 운정동          | 지방도 제358호선과 중복                               |
| 남북로          | IC              | 동패                             | 지방도 제358호선 (동서대로)                      | 파주시          | 운정동          | 운정동          | 지방도 제358호선과 중복                               |
| IS              | 심학산 교차로   | 심학산로                         | 심학산지하차도                                   | 파주시          | 운정동          | 운정동          |                                                       |
| IS              | 책향기 교차로   | 책향기로                         | 책향기지하차도                                   | 파주시          | 운정동          | 운정동          |                                                       |
| IS              | 산내 교차로     | 국가지원지방도 제56호선 (파주로) | 산내지하차도                                     | 파주시          | 운정동          | 운정동          |                                                       |
| IS              | 청석 교차로     | 교하로                           | 교하동                                           | 교하동          |                 |                 |                                                       |
| IS              | (이름 없음)     | 오도로                           | 교하동                                           | 교하동          |                 |                 |                                                       |
| BR              | 오도교          |                                  | 교하동                                           | 교하동          |                 |                 |                                                       |
| BR              | 오도교          | 탄현면                           |                                                  |                 |                 |                 |                                                       |
| BR              | (이름 미상)     |                                  |                                                  |                 |                 |                 |                                                       |
| IS              | 갈현입구사거리  | 지방도 제359호선 (방촌로)        |                                                  |                 |                 |                 |                                                       |
| 방촌로와 직결   |                 |                                  |                                                  |                 |                 |                 |                                                       |

## 자동차 전용도로
이 도로의 현천IC부터 법곳IC까지 구간은 국토교통부 도로관리청에서 지정한 자동차전용도로 구간으로 보행자, 자전거 등은 통행할 수 없다. 이륜자동차 (모터사이클 혹은 오토바이)는 긴급자동차 (싸이카 및 소방용 모터사이클 등)에 한해 통행이 가능하며, 그 밖의 이륜자동차는 통행할 수 없다. 대체할 수 있는 우회도로로는 중앙로가 있다.